# Ihor Łysak
Ihor Mikołajowycz Łysak (ukr. Ігор Миколайович Лисак, ros. Игорь Николаевич Лисак, ur. 19 września 1975) – były ukraiński piłkarz występujący na pozycji pomocnika.

## Kariera klubowa
Ihor Łysak zaczynał grę w piłkę nożną w szkółce piłkarskiej Dynama Kijów. Po przeprowadzce jego rodziny do Niemiec rozpoczął on treningi w FC Schalke 04. Początkowo występował on w rozgrywkach juniorskich a w sezonie 1993/1994 został włączony do V-ligowego zespołu rezerw, gdzie zagrał w 5 ligowych meczach i w spotkaniu przeciwko VfL Wolfsburg w ramach Pucharu Niemiec 1994/1995.
W kwietniu 1996 roku Łysak związał się umową z trzecioligowym zespołem Wiktor Zaporoże, gdzie spędził pół roku i rozegrał dwa ligowe spotkania.
Jego następnym klubem był ŁKS Łódź, prowadzony wówczas przez Marka Dziubę. W I lidze zadebiutował 14. września 1996 roku w wygranym 4:2 meczu ze Stomilem Olsztyn. Ogółem rozegrał dla tego klubu 5 ligowych spotkań, nie zdobył żadnej bramki.
Po odejściu z ŁKS-u Ihor Łysak przebywał na testach w Torpedo Moskwa i Nieftiechimiku Niżniekamsk, ale z żadnym z tych zespołów nie podpisał kontraktu. Na początku 1998 roku podpisał on umowę z KamAZ-em Nabierieżnyje Czełny. Rozegrał dla tego klubu 7 spotkań w Pierwyj diwizionie, ale z powodu trudnej sytuacji finansowej zdecydował się opuścić zespół po jednej rundzie.
W sierpniu 2001 roku Ihor Łysak został zawodnikiem Prykarpattii Iwano-Frankiwsk dla której rozegrał 4 spotkania i po trzech miesiącach przeniósł się do Enerhetyku Bursztyn. Jego następnym klubem był Urał Jekaterynburg w którym rozegrał jeden ligowy mecz.
Jego ostatnim klubem w profesjonalnej karierze był Dnister Owidiopol. Łysak potem występował jedynie nieregularnie w amatorskich drużynach w Niemczech i na Ukrainie.